# Nebojša Pavlović
Nebojša Pavlović (sârbă: Heбojшa Павловић) (n. 9 aprilie 1981, Belgrad, Serbia) este un fotbalist sârb care evoluează în prezent la KV Kortrijk. De-a lungul carierei a mai evoluat la FK Čukarički Stankom, Rad Belgrad, KAA Gent, KSC Lokeren dar și la Apulum Alba-Iulia.